# Мрачный Жнец
«Мрачный Жнец» (англ. Reaper Man) — юмористическое фэнтези известного английского писателя Терри Пратчетта, написано в 1991 году.
Одиннадцатая из цикла «Плоский мир», вторая книга подцикла о Смерти и его внучке Сьюзан.
Словосочетание Reaper Man (дословно: Жнец) является устойчивым эпитетом олицетворенной Смерти, Мрачный жнец — скорее, перевод другого эпитета Смерти, Grim Reaper.

## Сюжет
Смерть Плоского мира не по своей воле уходит в отставку и становится смертным. На его место должен будет прийти новый кандидат, не подверженный слабостям, свойственным личности. Нынешний Смерть решает провести оставшееся время в качестве работника на одной ферме.
А тем временем в Анк-Морпорке умирает стотридцатилетний волшебник Ветром Сдумс, но поскольку Смерть не забирает его, его душе приходится вернуться в тело — он становится зомби. Его коллеги пытаются помочь ему упокоиться с миром, но ничего не получается. Он, в поисках смерти узнав о клубе умертвий, становится его членом. И на всём Диске происходит нечто ужасное — жизненная сила переполняет мир, мёртвое оживает, живое не умирает, и наконец в Анк-Морпорке появляются странные сувениры, стеклянные шарики с модельками зданий внутри…

## Главные герои
- Смерть (англ. Death) — в этот раз не по своей воле ушедший в отставку. Став смертным, взял себе имя Билл Двер.
- Мисс Рената Флитворт (англ. Miss Flitworth) — старушка, взявшая в работники Билла Двера. Соседи считают её выжившей из ума богачкой, скупой и острой на язык. В юности потеряла жениха — скорее всего, он погиб в горах, и с тех пор осталась незамужней.
- Ветром Сдумс (англ. Windle Poons) — стотридцатилетний волшебник, умерший в самом начале книги… точнее, попытавшийся умереть. Пока был жив, пребывал в маразме, умерев, вернул себе ясность ума и приобрел большую физическую силу. Невысокий, щуплый старичок, при жизни пользовался инвалидным креслом и слуховой трубкой.
- Наверн Чудакулли (англ. Mustrum Ridcully) и его коллеги — шесть старших преподавателей Незримого Университета. Старые, толстые, бородатые учёные мужи, со стороны выглядят то ли глупцами, то ли сумасшедшими, хотя являются интеллектуальной элитой Плоского мира.
- Редж Башмак (англ. Reg Shoe) и другие члены клуба «Начни Сначала» — разнообразные умертвия, старающиеся сделать жизнь после смерти хоть чуть более приятной.
- Волкофф (англ. Lupine) — оборотень наоборот, «верчельф». Волк, в полнолуние становящийся человеком. Почётный член клуба «Начни Сначала», мускулистый и волосатый молодой человек с жёлтыми глазами и острыми зубами. Дружелюбный, приятный собеседник, хоть и внутренне одинокий.
- Людмилла (англ. Ludmilla) — девушка-оборотень, дочь известной дамы-медиума, госпожи Торт. Красивая, хотя несколько крупноватая, молодая женщина, сдержанная и воспитанная.
- Аудиторы (англ. Auditors) — сущности, поддерживающие порядок в мироздании. Отрицают личность как таковую, при приобретении личностных черт исчезают. Ненавидят беспорядок, который вносят живые существа, к Смерти относятся очень прохладно.